# نابه‌مونو

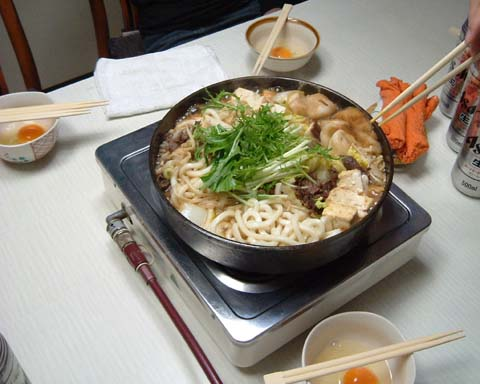
سوکی‌یاکی یکی از معروفترین انواع نابه. این غذا با تخم مرغ خام صرف می‌شود.

نابه‌مونو (به ژاپنی: 鍋物, なべ物 Nabemono) یا نابه‌ریوری یا به اختصار نابه (نابه به معنی قابلمه و کماجدان است) به یک نوع سبک پخت غذا در آشپزی ژاپنی گفته می‌شود. در این نوع غذا، موادغذایی در همان محل صرف غذا به وسیلهٔ چراغ گاز قابل حمل یا هات پلیت (غذاپز برقی) با یک قابلمه پخته می‌شود. این روش پخت به‌ویژه در زمستان بسیار طرفدار دارد و نشستگان به دور میز با هاشی مواد پخته شده را از داخل قابلمه برداشته و در یک کاسهٔ کوچک صرف می‌کنند. معمولاً در درون ظرف کوچک قبل از صرف غذا انواع چاشنی‌ها مانند، پونزو یا تاره ریخته می‌شود.

## برخی از انواع نابه‌مونو
- شابوشابو
- سوکی‌یاکی
- اودن
- چیگه